# Camarops petersii
Camarops petersii är en svampart som först beskrevs av Berk. & M.A. Curtis, och fick sitt nu gällande namn av John Axel Nannfeldt 1972. Camarops petersii ingår i släktet Camarops och familjen Boliniaceae.   Inga underarter finns listade i Catalogue of Life.